# Glengarriff
Glengarriff (irisch An Gleann Garbh, „das raue Tal“) ist ein Ort mit 211 Einwohnern (2022) im südwestlichen Gebiet der Grafschaft County Cork in Irland, der als Tourismusort bekannt ist.

## Geografie
Glengarriff liegt 20 km nordwestlich von Bantry, und 30 km östlich von Castletownbere. In letzter Zeit hat sich seine Bedeutung als ein Wegpunkt entlang Castletownbere zur Cork-Fischlieferungsroute verschlechtert, da die lokale Infrastruktur verbessert wurde und seitdem Fahrzeugverkehr nun bei der einstmals ländlichen Durchgangsstraße mit bedeutendem Tempo fahren kann.

## Wirtschaft
Die Wirtschaft ist bestimmt durch Tourismus, Subsistenzwirtschaft und lokale Dienstleistungen.

## Sehenswürdigkeiten und Aktivitäten

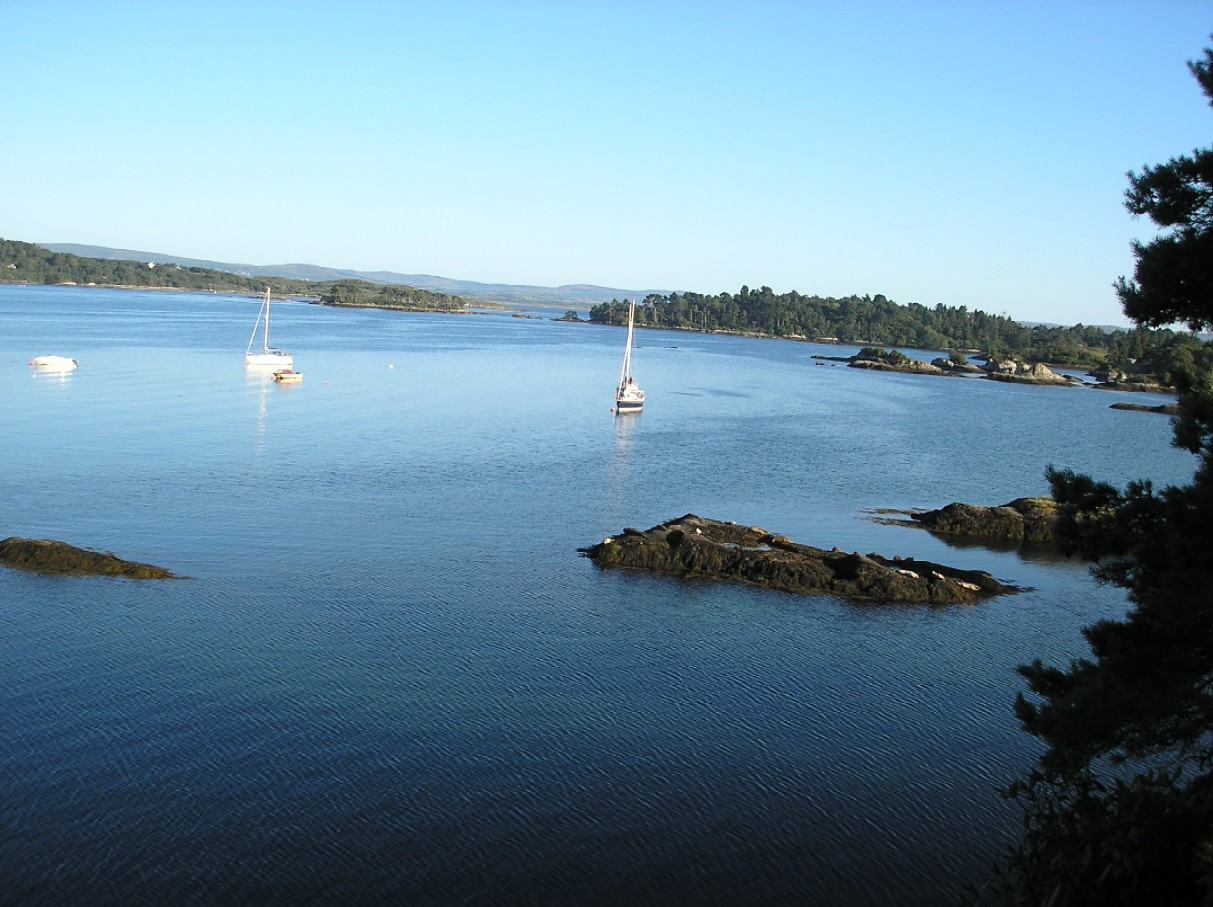
Hafen in Glengarriff

Glengarriff liegt an einer geschützten Bucht und ist umgeben von hohen Bergen. Bemerkenswert unter den örtlichen Sehenswürdigkeiten ist die Garteninsel Ilnacullin. Der alte runde Martello Tower, der zur Verteidigung gegen einen angedrohten Einfall der Truppen Napoleons gebaut wurde, gewährt einen umfassenden Ausblick in die umliegende Gegend. Der nahegelegene staatliche Wald beinhaltet einige der ältesten Eichen- und Birkengehölze, die in Irland noch vorhanden sind. Ein kurzer, aber steiler Weg führt hoch zum Lady-Bantry's-Aussichtspunkt, der eine Aussicht auf das westliche Corkgebietes und die Bantry Bay bietet.
Spazierwege in der Region sind reichhaltig vorhanden, Livemusik ist oft in den Abenden bei örtlichen Pubs verfügbar, besonders während der Touristensaison. Glengarriff bietet unter anderem diverse Geschäfte, Kunstgalerien, Pubs und Restaurants.

## Sport
Der Glengarriff-Golf-Club ist ein Neun-Loch-Golfplatz auf der Ostseite des Ortes. Er ist mit der Schauspielerin Maureen O’Hara verbunden, die ihren Wohnsitz in der Nähe hatte. Das Glengarriff-Naturschutzgebiet bietet viele gut gekennzeichnete Spazierwege, um die Eichenwälder, Wasserläufe und Berge zu erkunden.